# Centro Documental de la Memoria Histórica
El Centro Documental de la Memoria Histórica (CDMH) de España es un archivo estatal que tiene como objetivo reunir, organizar y recuperar todos los fondos documentales en cualquier soporte relativos al período histórico comprendido entre la guerra civil española (1936-1939) y la dictadura, hasta la Constitución de 1978.  
Creado en junio de 2007 y ubicado en la ciudad de Salamanca, posee un Patronato presidido por el Ministra de Cultura y formado por el director del CDMH, representantes del Ministerio, de la Alcaldía y Universidad de Salamanca, así como personalidades relevantes del mundo de los archivos y de la investigación histórica. Desde entonces, de acuerdo con lo dispuesto en la popularmente conocida como «Ley de Memoria Histórica», para reforzar y relanzar este Centro, se integra en el mismo el Archivo General de la Guerra Civil Española y otros fondos procedentes de nuevas adquisiciones y/o convenios con entidades públicas y privadas de origen diverso (España, Francia, Rusia, México,...) y, entre ellos: 
- Las reproducciones de 80 000 documentos procedentes de los archivos de la Cruz Roja en Ginebra (Suiza). Algunos de esos documentos no habían sido hasta muy recientemente accesibles para el público, con arreglo a la normativa que perseguía preservar la intimidad de los afectados.

- El futuro traslado a Salamanca de 157 000 cajas procedentes del Archivo General de la Administración en Alcalá de Henares. Se trata de legajos que van desde la guerra civil española hasta la aprobación de la Constitución de 1978. Reflejan diferentes aspectos de la dictadura franquista y de la vida cotidiana del pueblo durante ese periodo. Concretando, se trata de toda la documentación que se guarda de la Secretaría General del Movimiento y de sus delegaciones, un gigante burocrático que funcionaba casi como «estado dentro del estado», según las palabras del director del Archivo, Alfonso Dávila; las resoluciones dictadas por los diferentes tribunales, desde la Audiencia Nacional, donde se continuó administrando justicia con normalidad incluso durante el sitio de la capital, al temido Tribunal de Orden Público, documentos que todavía están sujetos a la Ley Orgánica de Protección de Datos de Carácter Personal de España por no haber pasado aún 50 años desde su emisión;

- La donación hecha por la Fundación F. Largo Caballero de su proyecto “Achivo Oral del SindicalisArmo Socialista”. Este proyecto recoge 50 entrevistas y pone a disposición de los investigadores los testimonios de una serie de personajes, protagonistas y militantes del ámbito del socialismo español, fundamentalmente de su organización obrera como es la Unión General de Trabajadores, con la finalidad de evitar que esas vivencias y experiencias se pierdan en el olvido, y de tener los medios y la información primaria con la que analizar los aspectos sociales, y las circunstancias históricas que modularon tanto su vida privada como pública, de forma que se pueda conformar un corpus testimonial y documental basado en los recuerdos y vivencias personales relacionadas con la historia de la UGT y de España.

## Funciones
En definitiva, las funciones específicas encomendadas al Centro Documental de la Memoria Histórica son:
- a) mantener y desarrollar el Archivo General de la Guerra Civil Española,
- b) reunir y organizar las fuentes para el estudio de la guerra civil española, la Dictadura del general Franco (con expresa mención a los maquis, el exilio y el internamiento de españoles en campos de concentración durante la II Guerra Mundial) y la Transición,
- c) Fomentar la investigación histórica sobre la Guerra Civil, el franquismo, el exilio y la transición, y contribuir a la difusión de sus resultados.

Según se desprende del articulado de la legislación ad hoc y de las declaraciones hechas por la Presidencia del Gobierno y del Ministerio de Cultura, la Administración General del Estado aprobará anualmente un programa de convenios para la adquisición y posterior incorporación al Centro de documentos (originales o copias) relativos a la Guerra Civil y a la represión política subsiguiente, obrantes en archivos públicos o privados, nacionales o extranjeros, dando prioridad a los testimonios orales relevantes sobre los dos periodos históricos mencionados.
Como consecuencia de esta centralización documental, el Centro se ampliará con el Palacio de Orellana y un nuevo edificio para depósito, además de contar con suficientes recursos humanos y técnicos, cuya inversión superará los dieciocho millones de euros, según cuantificación del Gobierno. Las dificultades para la expropiación del Palacio de Orellana han retrasado considerablemente el proyecto, por lo que el gobierno ha decidido utilizar la antigua sede de la Seguridad Social en la Plaza de los Bandos como ampliación de archivo, sin renunciar a la idea original. Se está negociando un acuerdo con el ayuntamiento para guardar las nuevas adquisiciones en el archivo municipal mientras se reforma dicho edificio.